# Cesc Fàbregas
Cesc Fàbregas, teljes nevén Francesc Fàbregas Soler (Arenys de Mar, 1987. május 4. –) visszavonult katalán–spanyol válogatott labdarúgó, utoljára a Como játékosa volt. Fiatalkorában szerződött az Arsenal FC-hez, majd 2011-ben visszatért a Barcelonába. 2014-től 2019-ig a Chelsea játékosa volt. 2019. január 11-én csatlakozott az AS Monaco csapatához. Példaképe, Josep Guardiola tiszteletére a 4-es számban játszott.

## Pályafutása

### Korai évek
Fàbregas nevelőegyesülete a Barcelona volt. 15 évesen már a „B” csapattal tréningezett, s alkalmanként a spanyol U17-es válogatottban, ahová szintén meghívót kapott. Meghatározó tagja lett a korosztályos válogatottnak, amely jelentős eredményeket ért el, például kijutott a 2003-as finnországi világbajnokságra, és ott egészen a döntőig jutott. A fináléban Brazília legjobbjaival kellett megmérkőzniük, s bár 1–0-ra kikaptak, egész Spanyolország az új spanyol aranygenerációról beszélt. Ezen a tornán tűnt fel Fàbregas, aki akkor még Cesc felirattal a hátán játszott. Öt góljával ő lett a gólkirály, de az egész sorozat legjobb játékosának is megválasztották. Cesc még egy évet az Arsenal B csapatában is játszott, és 2003-ban feljutott a felnőtt csapatba.

### Arsenal
A Wolverhampton Wanderers ellen szerzett találatával egyúttal ő lett minden idők legfiatalabb gólszerzője az ágyúsoknak is nevezett egyesületben. Már a nagyválogatottnál is szóba került a neve, de még a 17 éven aluliak válogatottjában játszott a 2004-es franciaországi Európa-bajnokságon. A tornán nagyjából az egy évvel korábbi vb-csapat szerepelt. A döntőbe jutás ismét sikerült, a győzelem viszont megint nem. Franciaországtól kaptak ki 2–1-re, a spanyolok gólját a korábban a Manchester Unitedban játszó, majd a Real Zaragozába, onnan pedig a Barcelonához kerülő Gerard Piqué szerezte.
Arsène Wenger menedzser ösztönzésére meghosszabbították a szerződését, mert a francia szakember szerint „Fabregas az Arsenal jövőjének záloga, egyszerűen nem köthet ki más klubban”. Wenger keze alatt megbízható támadó középpályás vált belőle, akinek a Patrick Vieira távozása után keletkezett űrt kellett betöltenie a csapatban. Első bajnoki gólját a Blackburn Rovers ellen szerezte, első BL-találatát pedig a Rosenborg BK ellen. Meghívót kapott a spanyol A-válogatottba is, a 2006-os világbajnokság előtt mutatkozott be Elefántcsontpart válogatottja ellen (gólpasszt is adott), és bekerült a Németországba utazó keretbe is, s négyszer pályára is lépett a világbajnokságon.
Amikor az Arsenal a Dinamo Zagreb ellen játszott BL-selejtezőt, s 3–0-ra győzött idegenben, az első és az utolsó gólt Fàbregas szerezte. Így ő lett minden idők legfiatalabb duplázója a Bajnokok Ligájában.
2008-ban már az Arsenal alapembere lett, a Bajnokok Ligájában az ő gólja döntött a 2008. március 4-én játszott AC Milan elleni nyolcaddöntőben, amit végül 2–0-ra nyert meg csapata a San Siróban. Cesc Fàbregas a 2008–09-es szezonban megkapta a csapatkapitányi karszalagot, amit William Gallastól örökölt.
A 2008-as Európa-bajnokság döntőjében a kezdőben kapott helyet David Villa sérülése miatt.

### Visszatérés a Barcelonához
2011. augusztus 15-én az Arsenal FC elfogadta a Barcelona ajánlatát, így Fàbregas 2016-ig szóló szerződést írt alá a katalán csapathoz. Sajtóhírek szerint a Barcelona kb. 35 millió fontért (kb. 40 millió euróért) vásárolta meg a saját nevelésű játékost. A mezszáma a 4-es lett. A játékos kivásárlási árát a Barcelona 200 millió euróban határozta meg a szerződés egyik záradékában.

### Visszatérés Londonba
2014.június 3-án a Barcelona elfogadta a Chelsea FC ajánlatát, így Fabregas 2019-ig szóló szerződést írt alá a londoni csapathoz. Sajtóhírek szerint a Chelsea 30 millió fontért vásárolta meg Fabregast. Fabregas új csapatában a világbajnokság közben elköszönő David Luiz mezszámát, a 4-est kapta.
Szintén sajtóhír szerint a Chelsea 14,5 millió eurót azonnal kifizetett, és ugyanennyit törlesztett októberben is. Az elkövetkezendő öt évben pedig Fàbregas fog évi egy millió euróról lemondani a fizetéséből, ami szintén a Barcelona számlájára fog érkezni. Ezen felül amennyiben a Chelsea legalább két bajnokságot és egy bajnokok ligáját megnyer az elkövetkező öt évben, akkor további 5 millió euró, más információk szerint 6 millió euró illeti meg a Barcelona-t.

### Como
2022. augusztus 1-jén aláírt az olasz másodosztályú Como csapatához. 2023. július 1-jén bejelentette, hogy visszavonul a profi labdarúgástól, és a továbbiakban a Primavera del Como 1907 második csapatát fogja vezetőedzőként irányítani.

## Magánélete
Cesc-nek és nála 12 évvel idősebb, libanoni barátnőjének, Daniella Semaan-nak 2013. április 10-én közös gyermeke született, aki a Lia nevet kapta.